# Anund Uppsale
Anund Uppsale var en sveakung enligt tillägget till Hervarar saga. Han bär tillnamnet Uppsale, och skall ha varit bror till Björn på Håga. Han efterträddes av sonen Erik Anundsson. 
Försök har gjorts att identifiera honom med den fördrivne kung Anund som förekommer i Vita Anskarii.